# Bunshō
Bunshō (japanska: 文正?, Bunshō), 14 mars 1466–9 april 1467, var en kort period i den japanska tideräkningen  under kejsare Go-Tsuchimikados regering. Shogun var Ashikaga Yoshimasa.
Perioden avslutades när Ōnin-kriget som bröt ut år, vilket innebar slutet på hela Ashikagaeran och början på en tid av inbördeskrig, Sengokueran. Namnet på perioden är hämtat från ett citat av den kinesiska filosofen Xun Zi.

## Fotnoter
1. ↑  Uppslagsverket Daijirin (大辞林), elektronisk utgåva, Sanseido 2006. Datum enligt den japanska månkalendern som inte helt överensstämmer med den västerländska.
2. ↑  På klassisk kinesiska: 積文学、正身行